# Datacommunicatienetwerk
Een datacommunicatienetwerk is een netwerk voor data-overdracht tussen twee of meer apparaten. De apparaten kunnen telefoons, modems, televisietoestellen, computers of onderdelen ervan zijn, maar evengoed bijvoorbeeld ook weerstations, kunstmanen, printers, stuursystemen, mobiele telefoons, enz. 
De structuur waarin de apparaten door middel van het netwerk gekoppeld zijn, wordt de netwerktopologie genoemd. Twee uiterste vormen hiervan zijn de ster-vorm en de ring-vorm. 
De data kunnen digitaal (bijvoorbeeld ISDN) of analoog (bijvoorbeeld 'gewone' telefonie) zijn en bestaan uit spraak- of beeldgegevens of data zoals opgeslagen op computers. Er bestaan ook netwerken voor gemengde (analoge én digitale) gegevensoverdracht. Een voorbeeld hiervan is ADSL. 
Verbindingen kunnen via kabels (van koper of glasvezel) of via radiogolven tot stand worden gebracht. De opbouw van de verbindingen kan verschillende vormen en combinaties daarvan aannemen. 
Gegevens kunnen in pakketjes worden verzonden (packet-switching), hetgeen inhoudt dat alle gegevens worden opgeknipt in kleine stukjes en vervolgens via een (digitaal) netwerk worden verstuurd. De verschillende pakketjes hoeven dan niet dezelfde route af te leggen. 
Vooralsnog gebeurt telefonie via circuit-switching, hetgeen inhoudt dat tijdelijk een communicatielijn van zender naar ontvanger wordt gereserveerd.